# Ludwig Brieger

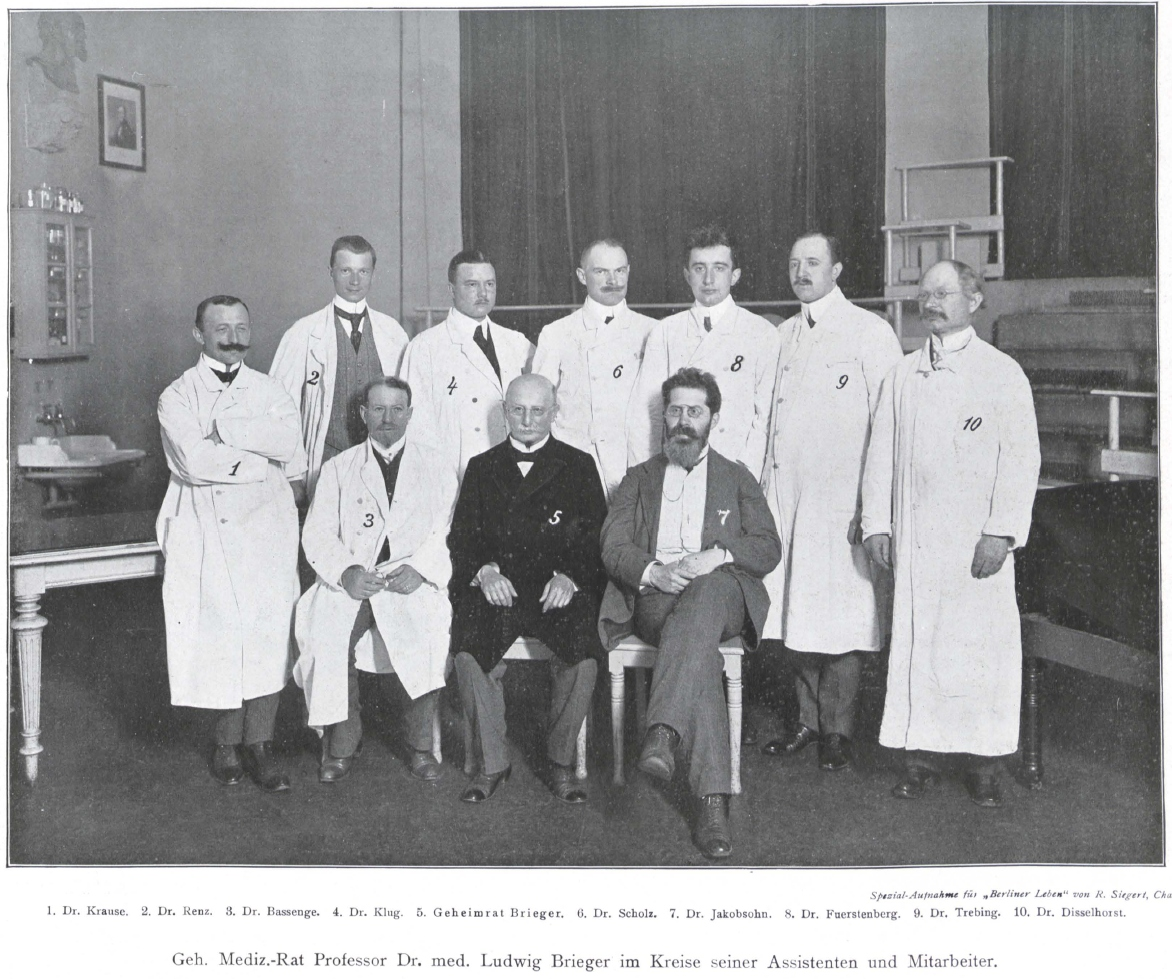
Ludwig Brieger (Nr. 5) im Kreise seiner Assistenten und Mitarbeiter, 1909. Foto von R. Siegert.

Ludwig Brieger (* 26. Juli 1849 in Glatz, Landkreis Glatz, Provinz Schlesien; † 18. Oktober 1919 in Berlin) war Professor für Medizin an der Humboldt-Universität zu Berlin.

## Leben
Brieger studierte Medizin an den Universitäten Breslau, Straßburg, Wien und Berlin und promovierte 1874 in Straßburg zum Doktor der Medizin mit einer Arbeit über den Lungenbrand. Nach ersten beruflichen Erfahrungen in Breslau bei Julius Cohnheim und in Bern bei Heinrich Irenäus Quinke, kam Brieger im Jahr 1879 an die Charité. Hier arbeitete er unter Friedrich Theodor von Frerichs und ab 1884 bei dessen Nachfolger Ernst von Leyden an der I. Medizinischen Fakultät. 1890 wurde er zum außerordentlichen Professor für spezielle Pathologie und Therapie ernannt. Als Mitarbeiter von Robert Koch, war Brieger von 1891 bis 1900 Vorsteher des Institut für Infektionskrankheiten. In dieser Zeit arbeitete er u. a. mit Paul Ehrlich zusammen.
Im Jahr 1899 hospitierte Brieger – auf Anregung von Ernst von Leyden – bei Wilhelm Winternitz, um dort die wissenschaftlich fundierte Hydrotherapie zu erlernen. Im Folgejahr wurde Brieger zum ordentlichen Professor ernannt und vom Kultusministerium die Einrichtung eines Institut für Hydrotherapie mit Poliklinik und 32 stationären Betten beschlossen. Die Eröffnung erfolgte am 7. Januar 1901. Bereits im Jahr 1905 wurden neue Räumlichkeiten in der Monbijoustraße bezogen. Bis zu seinem Tod in 1919 hospitierten mehr als 1000 Ärzte bei Ludwig Brieger. Nach kommissarischer Leitung durch seinen Schüler, A. Fürstenberg, wurde der Lehrstuhl im Jahr 1920 von Franz Schönenberger übernommen.

## Werk
Brieger war Mitbegründer und Herausgeber der Zeitschrift für die experimentelle Pathologie und Therapie. Er forschte zu Stoffwechsel- und Infektionskrankheiten und untersuchte die basische Natur der Bakteriengifte. Anfang der 1880er Jahre forschte er zu Leichengiften. 1885 isolierte er als Erster das 1,5-Diaminopentan (Cadaverin) und prägte 1890 – bei Untersuchungen zu Giftstoffen von Salmonella Typhimurium, dem Erreger von Typhus – den Begriff Toxin und gilt als Entdecker der Toxalbumine.
Auf kolonialem Gebiet wurde Brieger durch seine Untersuchungen über Pfeilgifte, Schlangengifte und Pflanzengifte bekannt.

## Rezeption
Trotz seiner primär internistischen Prägung, setzte sich Brieger – laut Paul Vogler – mit dem gesamten Themenkomplex der physikalisch-diätetischen Medizin auseinander.
Eberhard Conradi (ehemaliger Direktor des Lehrstuhl für Physiotherapie an der Charité) schreibt über die Berufung Briegers auf den Lehrstuhl für Hydrotherapie: „Es mußte ein Kliniker mit besonderem Verständnis für physiologische Zusammenhänge sein, der diesen Lehrauftrag hätten übernehmen können.“

## Schriften (Auswahl)
- Ueber Ptomaine (Cadaveralkaloïde) mit Bezugnahme auf die bei gerichtlich-chemischen Untersuchungen zu berücksichtigenden Pflanzengifte. C. Lehmann, 1882.
- Weitere Untersuchungen über Ptomaine. A. Hirschwald, 1885.
- Über das Pfeilgift der Wakamba. 1899.
- Weitere Untersuchungen über Pfeilgifte. Fünf Arbeiten. 1900–1903.
- Untersuchungen einer neuen Fettfrucht „Njore-Njole“[A 1] aus Kamerun. 1908.
- Über Schutzimpfung gegen Typhus und Cholera. 1905.
- mit Krause: Zur medikamentösen Behandlung der künstlichen Trypanosomeninfektion. 1912.